# Lauttasaari (stacja metra)
Lauttasaari (szw. Drumsö) – stacja metra helsińskiego znajdująca się w dzielnicy Lauttasaari. 
Główne wejście do stacji znajduje się w centrum handlowym Lauttis, a drugie wejście na Gyldénintie. 
Stację otwarto 18 listopada 2017, w ramach budowy tzw. Länsimetro.